# Etmopterus bigelowi
Etmopterus bigelowi е вид хрущялна риба от семейство Etmopteridae.

## Разпространение
Видът е разпространен в Австралия (Западна Австралия, Нов Южен Уелс и Тасмания), Ангола, Аржентина, Бенин, Габон, Гана, Демократична република Конго, Екваториална Гвинея, Камерун, Кот д'Ивоар, Либерия, Намибия, Нигерия, Перу, САЩ (Луизиана), Суринам, Того, Уругвай, Южна Африка (Западен Кейп, Квазулу-Натал и Северен Кейп) и Япония.